# 1989 RC1
1989 RC1 är en asteroid i huvudbältet som upptäcktes den 5 september 1989 av det nyzeeländska astronomparet Pamela M. Kilmartin och Alan C. Gilmore vid Mount John University Observatory.
Asteroiden har en diameter på ungefär 9 kilometer.